# Catherine Freitag Clarke
Catherine Clarke es una bioquímica estadounidense, catedrática de química en la Universidad de California en Los Ángeles. Fue la primera mujer en dirigir el Departamento de Química y Bioquímica. Sus investigaciones se centran en el papel funcional de la coenzima Q.

## Primeros años y educación
Clarke fue estudiante de pregrado y posgrado en la Universidad de California en Los Ángeles. Su investigación doctoral se centró en la regulación del metabolismo del colesterol. Después de completar su investigación doctoral, se unió a la Universidad de Princeton como becaria posdoctoral. Finalmente regresó a la UCLA, donde estudió el metabolismo del poliisopreno y del no-esterol. Mientras estaba en la UCLA, comenzó a trabajar en la biosíntesis de la coenzima Q utilizando el modelo de la levadura.

## Investigación y carrera
Clarke se incorporó al departamento de química y bioquímica de la Universidad de California en Los Ángeles en 1993. Con el tiempo fue ascendida a profesora. Su investigación estudia cómo las células sintetizan la coenzima Q, un compuesto químico no proteico que también se conoce como ubiquinona. La coenzima Q es un componente lipídico multifuncional de las membranas celulares.[cita requerida]
Clarke utiliza la levadura Saccharomyces cerevisiae y el nematodo Caenorhabditis elegans para comprender los mecanismos fundamentales que sustentan el transporte de carga inter e intracelular de la coenzima Q. Clarke estudia un mutante respiratorio defectuoso de Saccharomyces cerevisiae que es deficiente en coenzima Q. Mediante la caracterización de la levadura y de las proteínas polipeptídicas que se requieren para la síntesis de la coenzima Q, Clarke ha demostrado que es posible investigar estos defectos. Ha demostrado que la levadura y otros eucariotas comparten la misma vía biosintética, y que para la biosíntesis de Q se requiere un gran complejo de múltiples subunidades dentro de la matriz mitocondrial.
Clarke también se interesa por el proceso de envejecimiento. Se ha demostrado que las mutaciones genéticas que aumentan la duración de la vida de nematodos como Caenorhabditis elegans tienen homólogos en los vertebrados que actúan a través de mecanismos muy conservados. Las mutaciones en el gen CLK1 de C. elegans pueden dar lugar a una mayor duración de la vida y son defectuosas en la biosíntesis de la coenzima Q. Estos resultados indican que CLK1 es esencial para la biosíntesis de la coenzima Q. Su investigación consiste en comprender cómo la dieta, el entorno y el genotipo influyen en la longevidad. [cita requerida]
En junio de 2016, Clarke se convirtió en la primera mujer en dirigir el Departamento de Química y Bioquímica de UCLA. Clarke fue nombrada decana de Proyectos Especiales en la División de Ciencias Físicas de UCLA en 2019.

## Publicaciones seleccionadas
- Brett Lomenick; Rui Hao; Nao Jonai; et al. (7 December 2009). "Target identification using drug affinity responsive target stability (DARTS)". Proceedings of the National Academy of Sciences of the United States of America. 106 (51): 21984–21989. doi:10.1073/PNAS.0910040106. ISSN 0027-8424. PMC 2789755. PMID 19995983. Wikidata Q42959458.
- Randall M Chin; Xudong Fu; Melody Y Pai; et al. (14 May 2014). "The metabolite α-ketoglutarate extends lifespan by inhibiting ATP synthase and TOR". Nature. 510 (7505): 397–401. doi:10.1038/NATURE13264. ISSN 1476-4687. PMC 4263271. PMID 24828042. Wikidata Q34419977.
- Saskia F Heeringa; Gil Chernin; Moumita Chaki; et al. (11 April 2011). "COQ6 mutations in human patients produce nephrotic syndrome with sensorineural deafness". Journal of Clinical Investigation. 121 (5): 2013–2024. doi:10.1172/JCI45693. ISSN 0021-9738. PMC 3083770. PMID 21540551. Wikidata Q24606103.